# 147397 Bobhazel
147397 Bobhazel è un asteroide della fascia principale. Scoperto nel 2003, presenta un'orbita caratterizzata da un semiasse maggiore pari a 2,9440117 UA e da un'eccentricità di 0,1225102, inclinata di 4,60500° rispetto all'eclittica.